# Boo-Yaa T.R.I.B.E.
Der Boo-Yaa T.R.I.B.E. ist eine 1988 gegründete, US-amerikanische Hip-Hop-Gruppe aus Carson, Kalifornien. Die Mitglieder sind die sechs aus Samoa stammenden Brüder Paul alias Ganxta Ridd, Ted alias The Godfather, Donald alias Don L, Roscoe alias Murder One, Danny alias Monsta O und David alias E.K.A. Devoux.

## Karriere
Die Brüder begannen in der Baptistenkirche ihres Vaters mit Musik zu experimentieren und traten lokal als Tanzgruppe auf. In ihrer Jugend schlossen sie sich einer Bloods-Gang in Compton an. Nachdem ihr jüngster Bruder Robert alias Youngman 1987 erschossen worden war, entschlossen sie sich, dem Gangleben den Rücken zu kehren und verließen Los Angeles, um fortan in Japan zu leben. Dort begannen sie wieder mit der Musik und tourten Ende der 1980er durch das Land.
Sie kehrten 1988 nach Kalifornien zurück, um dort an ihrem 1990 bei Island Records erschienen Debütalbum New Funky Nation zu arbeiten. Für Hip-Hop unüblich spielten sie die Instrumente selbst ein. 1992 endete ihr Vertrag bei Island Records. 2000 verließ David die Band. Als Ersatz kam Vincent Devoux alias Gawtti.
Über die Genregrenzen des Hip-Hop hinweg wurde die Gruppe bekannt durch ihren Beitrag zum Judgment-Night-Soundtrack, auf dem sie gemeinsam mit Faith No More vertreten waren. 
Einige der Gründungsmitglieder sind inzwischen verstorben. Ted Devoux, in der Gruppe als The Godfather bekannt, starb im April 2018, sein Bruder Paul (Ganxsta Ridd), fiel im Dezember 2020 einem Nierenversagen zum Opfer und Danny (Monsta O) verstarb im Oktober 2022.

## Diskografie
- 1990: New Funky Nation (Charts US #117)
- 1994: Doomsday
- 1995: Occupation Hazardous
- 1996: Metally Disturbed
- 1997: Angry Samoans
- 2000: Mafia Lifestyle
- 2003: West Koastra Nostra
- 2006: Business As Usual